# ليلاند فاولر
ليلاند فاولر (بالإنجليزية: Leland Fuller)‏ هو مخرج فني أمريكي، ولد في 16 فبراير 1899 في ريفرسايد في الولايات المتحدة، وتوفي في 9 أكتوبر 1962 في هوليوود في الولايات المتحدة.

## وصلات خارجية
- ليلاند فاولر على موقع IMDb (الإنجليزية)
- ليلاند فاولر على موقع أول موفي (الإنجليزية)
- ليلاند فاولر على موقع قاعدة بيانات الفيلم (الإنجليزية)